# أنطونيو فرنانديز (نبال)
أنطونيو فرنانديز (بالإسبانية: Antonio Fernández)‏ هو نبال إسباني، ولد في 12 يونيو 1991 في إسبانيا.

## وصلات خارجية
- أنطونيو فرنانديز على موقع الاتحاد الدولي للرماية بالسهام (الإنجليزية)
- أنطونيو فرنانديز على موقع اللجنة الأولمبية الدولية (الإنجليزية)
- أنطونيو فرنانديز على موقع أوليمبيديا (الإنجليزية)
- أنطونيو فرنانديز على موقع اللجنة الأولمبية الإسبانية (الإسبانية)